# Panchlora azteca
Panchlora azteca är en kackerlacksart som beskrevs av Henri Saussure 1862. Panchlora azteca ingår i släktet Panchlora och familjen jättekackerlackor. Inga underarter finns listade i Catalogue of Life.